# Nordkoreanische Basketballnationalmannschaft der Damen
Die nordkoreanische Basketballnationalmannschaft der Damen ist die Auswahl nordkoreanischer Basketballspielerinnen, welche die Amateur Basketball Association of DPR of Korea auf internationaler Ebene, beispielsweise in Freundschaftsspielen gegen die Auswahlmannschaften anderer nationaler Verbände, aber auch bei internationalen Wettbewerben repräsentiert. Größte Erfolge waren die Teilnahme an der Weltmeisterschaft 1959 sowie die Qualifikationen für die Asienmeisterschaften 1990, 1999 und 2005. Im Jahr 1947 trat der nationale Verband dem Weltverband Fédération Internationale de Basketball (FIBA) bei. Im November 2013 wurde die Mannschaft nicht in der Weltrangliste der Frauen geführt.

## Internationale Wettbewerbe

### Nordkorea bei Weltmeisterschaften
Die Mannschaft Nordkoreas konnte bisher einmal an einer Weltmeisterschaft teilnehmen:
| - 1953: nicht teilgenommen - 1957: nicht teilgenommen - 1959: 8. Platz - 1964: nicht qualifiziert - 1967: nicht qualifiziert - 1971: nicht qualifiziert - 1975: nicht qualifiziert - 1979: nicht qualifiziert - 1983: nicht qualifiziert | - 1986: nicht qualifiziert - 1990: nicht qualifiziert - 1994: nicht qualifiziert - 1998: nicht qualifiziert - 2002: nicht qualifiziert - 2006: nicht qualifiziert - 2010: nicht qualifiziert - 2014: nicht qualifiziert |

### Nordkorea bei Olympischen Spielen
Bisher gelang es der Mannschaft nicht sich für die olympischen Basketballwettbewerbe zu qualifizieren.

### Nordkorea bei Asienmeisterschaften
Die Mannschaft kann bisher drei Teilnahmen an der Asienmeisterschaft vorweisen.
| - 1965: nicht qualifiziert - 1968: nicht qualifiziert - 1970: nicht qualifiziert - 1972: nicht qualifiziert - 1974: nicht qualifiziert - 1976: nicht qualifiziert - 1978: nicht qualifiziert - 1980: nicht qualifiziert - 1982: nicht qualifiziert - 1984: nicht qualifiziert - 1986: nicht qualifiziert - 1988: nicht qualifiziert - 1990: 6. Platz | - 1992: nicht qualifiziert - 1994: nicht qualifiziert - 1995: nicht qualifiziert - 1997: nicht qualifiziert - 1999: 6. Platz - 2001: nicht qualifiziert - 2004: nicht qualifiziert - 2005: 6. Platz - 2007: nicht qualifiziert - 2009: nicht qualifiziert - 2011: nicht qualifiziert - 2013: nicht qualifiziert - 2015 |